# Степанський Ісаак Соломонович
Ісаак Соломонович Степанський (1894 — розстріляний 1937) — радянський господарський діяч, уповноважений Комітету заготівель СРСР по Українській СРР. Кандидат у члени ЦК КП(б)У в січні 1934 — серпні 1937 р. Один із безпосередніх організаторів Голодомору в Україні.

## Біографія
Народився в єврейській родині. Член Бунду з 1917? по 1919 роки. Був членом Катеринославського комітету Бунду. Учасник Громадянської війни в Росії.
Член РКП(б) з 1919 року. Партійні клички: Ст.Вольний, Стьопа.
До 1920 року був членом виконавчого комітету Катеринославської губернської ради профспілок, заступником голови Бердянської міської ради професійних спілок, завідувачем відділу праці та членом Бердичівського комітету КП(б)У, редактором газети Бердичівського революційного комітету «Известия».
Потім — на відповідальній профспілковій роботі. На 1926 рік — секретар Всеукраїнського Центрального правління профспілки адміністративних, радянських і торгових службовців.
24 лютого 1932 — 1937 року — уповноважений Комітету заготівель при Раді праці і оборони (Раді народних комісарів) СРСР по Українській СРР.
1937 року заарештований органами НКВС. 13 листопада 1937 року засуджений до розстрілу, розстріляний. Посмертно реабілітований.